# Mimogyaritus fasciatus
Mimogyaritus fasciatus är en skalbaggsart som beskrevs av Fisher 1925. Mimogyaritus fasciatus ingår i släktet Mimogyaritus och familjen långhorningar. Inga underarter finns listade i Catalogue of Life.